# Festliche Tage Neuer Musik

Logo von Festliche Tage Neuer Musik

Festliche Tage Neuer Musik war ein Musikfestival, das 2004 bis 2010 alle drei Jahre vom Staatstheater Braunschweig ausgerichtet wurde.

## Geschichte
Zum ersten Mal fand das Festival im Jahr 2004 als Nachfolger der Festlichen Tage neuer Kammermusik statt. Unter der künstlerischen Leitung von Martin Weller spielen verschiedene Musiker und Orchester Stücke, die zur Neue Musik gezählt werden. Als Aufführungsorte dienen neben dem Staatstheater Braunschweig thematisch bewusst gewählte temporäre Konzertsäle, wie zum Beispiel der Flughafen Braunschweig-Wolfsburg, Schacht Konrad oder das Krematorium der Stadt Braunschweig auf dem Hauptfriedhof. Am 17. Juni 2007 erlebte das Helikopter-Streichquartett von Karlheinz Stockhausen seine deutsche Uraufführung.
Im Rahmen der Auftaktveranstaltung des Festivals wurde der seit 1953 vergebene Louis Spohr Musikpreis verliehen.

## Komponisten und Werke
| Jahr und Veranstaltung      | Komponist              | Werk                             | Aufführungsort                                     |
| --------------------------- | ---------------------- | -------------------------------- | -------------------------------------------------- |
| 2004: Musik und Architektur | Julian Auringer        | Dreiunddreißig                   | (unbekannt)                                        |
| 2004: Musik und Architektur | Mauricio Kagel         | Fanfaren                         | (unbekannt)                                        |
| 2004: Musik und Architektur | Julian Lembke          | Straßenprotokoll                 | (unbekannt)                                        |
| 2004: Musik und Architektur | Julian Lembke          | Klangschlag                      | (unbekannt)                                        |
| 2004: Musik und Architektur | Luigi Nono             | Con Luigi Dallapiccola           | Volkswagen Halle Braunschweig                      |
| 2004: Musik und Architektur | Tatjana Prelevic       | Uchronia                         | (unbekannt)                                        |
| 2004: Musik und Architektur | Bernfried E. G. Pröve  | Klanglinienekstase               | (unbekannt)                                        |
| 2004: Musik und Architektur | Bernfried E. G. Pröve  | Zusammenfluss                    | (unbekannt)                                        |
| 2004: Musik und Architektur | Folke Rabe             | Bolos                            | (unbekannt)                                        |
| 2004: Musik und Architektur | Jan Sandström          | Under the surface                | (unbekannt)                                        |
| 2004: Musik und Architektur | Karlheinz Stockhausen  | Kontakte                         | Volkswagen Halle Braunschweig                      |
| 2007: Musik und Maschine    | George Antheil         | Ballet Mécanique                 | Staatstheater Braunschweig                         |
| 2007: Musik und Maschine    | Péter Eötvös           | Jet Stream                       | Staatstheater Braunschweig                         |
| 2007: Musik und Maschine    | Dmitri Schostakowitsch | Sinfonie Nr. 4 c-Moll, Op .43    | Stadthalle Braunschweig                            |
| 2007: Musik und Maschine    | Salvatore Sciarrino    | Efebo con Radio                  | Stadthalle Braunschweig                            |
| 2007: Musik und Maschine    | Salvatore Sciarrino    | Un Fruscio lungo trent´anni      | Volkswagen Halle Braunschweig                      |
| 2007: Musik und Maschine    | Salvatore Sciarrino    | Esplorazione del bianco III      | Volkswagen Halle Braunschweig                      |
| 2007: Musik und Maschine    | Salvatore Sciarrino    | Appendice alla Perfezione        | Volkswagen Halle Braunschweig                      |
| 2007: Musik und Maschine    | Salvatore Sciarrino    | Il Cerchio Tagliato die Suoni    | Braunschweiger Dom                                 |
| 2007: Musik und Maschine    | Salvatore Sciarrino    | Archeologea del Telefono         | Staatstheater Braunschweig                         |
| 2007: Musik und Maschine    | Karlheinz Stockhausen  | Helikopter-Streichquartett       | Flughafen Braunschweig-Wolfsburg, Motorflughalle 1 |
| 2007: Musik und Maschine    | Karlheinz Stockhausen  | Trans                            | Staatstheater Braunschweig                         |
| 2007: Musik und Maschine    | Russell Peck           | Lift Off                         | Volkswagen Halle Braunschweig                      |
| 2007: Musik und Maschine    | Nebojša Jovan Živković | Trio per Uno                     | Volkswagen Halle Braunschweig                      |
| 2010: Musik und Müll        | Mark Andre             | Asche                            | Krematorium Braunschweig                           |
| 2010: Musik und Müll        | Luciano Berio          | Sequenza I                       | Krematorium Braunschweig                           |
| 2010: Musik und Müll        | Pierre Boulez          | Improvisé                        | Krematorium Braunschweig                           |
| 2010: Musik und Müll        | Claude Debussy         | La Mer                           | Stadthalle Braunschweig                            |
| 2010: Musik und Müll        | Detlev Glanert         | Theatrum Bestiarum               | Staatstheater Braunschweig                         |
| 2010: Musik und Müll        | Olga Neuwirth          | ... multiplo miramondo ...       | Staatstheater Braunschweig                         |
| 2010: Musik und Müll        | Olga Neuwirth          | Remnants of songs … an Amphigory | Stadthalle Braunschweig                            |
| 2010: Musik und Müll        | Peter Ruzicka          | In Processo di Tempo             | Staatstheater Braunschweig                         |
| 2010: Musik und Müll        | Louis Spohr            | Konzert a-Moll op. 131           | Stadthalle Braunschweig                            |
| 2010: Musik und Müll        | Gerhard Stäbler        | dunkel – im aschenen Dämmer      | Krematorium Braunschweig                           |
| 2010: Musik und Müll        | Karlheinz Stockhausen  | Gesang der Jünglinge             | Krematorium Braunschweig                           |
| 2010: Musik und Müll        | Karlheinz Stockhausen  | Glanz                            | Schacht Konrad                                     |
| 2010: Musik und Müll        | Karlheinz Stockhausen  | Nebadon                          | Schacht Konrad                                     |
| 2010: Musik und Müll        | Karlheinz Stockhausen  | Paradies                         | Schacht Konrad                                     |